# 'Ndrangheta
'Ndrangheta (italijansko: [nˈdraŋɡeta], kalabrijsko: [(ɳ)ˈɖɽaɲɟɪta]) je znana italijanska mafijska organizirana kriminalna združba s sedežem na polotoku in v gorski regiji Kalabrija, ki izvira iz konca 18. stoletja. Velja za eno najmočnejših organiziranih kriminalnih združb na svetu.
Od petdesetih let dvajsetega stoletja, ko se je iz Kalabrije začelo množično izseljevanje, se je organizacija uveljavila po vsem svetu. Zanjo je značilna horizontalna struktura, ki jo sestavljajo avtonomni klani, znani kot 'ndrine, ki temeljijo skoraj izključno na krvnih vezeh. Njena glavna dejavnost je trgovina s prepovedanimi drogami, nad katero ima v Evropi skoraj monopol, ukvarja pa se tudi s trgovanjem z orožjem, pranjem denarja, izsiljevanjem (racketeering), izsiljevanjem, oderuštvom in prostitucijo. Ndrangheta je že desetletja v privilegiranem odnosu z glavnimi južnoameriškimi karteli, ki jo imajo za najzanesljivejšega evropskega partnerja. Zmožna je močno vplivati na lokalno in nacionalno politiko ter se infiltrirati v velike sektorje zakonitega gospodarstva. Leta 2013 naj bi po podatkih študije raziskovalnega inštituta Demoskopika zaslužili 53 milijard evrov. Ameriški diplomat je ocenil, da je organizacija s trgovino z drogami, izsiljevanjem in pranjem denarja leta 2010 ustvarila vsaj tri odstotke italijanskega BDP.

## Dejavnosti
| Nezakonita dejavnost                     | Prihodki           |
| ---------------------------------------- | ------------------ |
| Trgovanje z mamili                       | € 27,240 milijarde |
| Gospodarsko poslovanje in javna naročila | € 5,733 milijarde  |
| Izsiljevanje in oderuštvo                | € 5,017 milijarde  |
| Trgovanje z orožjem                      | € 2,938 milijarde  |
| Prostitucija in trgovanje z ljudmi       | € 2,867 milijarde  |
| Skupno                                   | € 43,795 milijarde |